# Exogone lourei
Exogone lourei är en ringmaskart som beskrevs av Miles Joseph Berkeley 1938. Exogone lourei ingår i släktet Exogone och familjen Syllidae.
Artens utbredningsområde är Mexikanska golfen. Inga underarter finns listade i Catalogue of Life.